# باكراتش
باكراتش هي مدينة من مدن كرواتيا. يبلغ عدد سكانها 8460 نسمة وذلك حسب إحصائيات سنة 2011.

## توأمة
لباكراتش اتفاقيات توأمة مع:
- بيلوفار

## أعلام
- يادرانكا كوسور
- ميلان هورفات
- زوران إرتسيغ

## وصلات خارجية
- الموقع الرسمي